# Infinitas
Infinitas (Бесконечность) è un film del 1992, scritto e diretto da Marlen Chuciev.

## Trama
Vladimir Ivanovič, un corpulento intellettuale in crisi mezza età, decide di vendere tutti gli oggetti e i mobili del suo appartamento e intraprende un lungo viaggio, alla ricerca di se stesso. Il percorso, in continuo bilico tra realtà e sogno, si rivela profondamente meditativo ed introspettivo per il protagonista; Vladimir alterna incontri con conoscenti della sua giovinezza, familiari e persone a lui care, ma anche famose personalità del passato, in un viaggio della memoria sua e di quella del suo paese.

## Regia
Il film è caratterizzato da lunghi piani sequenza, dialoghi ridotti al minimo, scene con la cinepresa fissa della durata di diversi minuti. Lo stile registico di Khutsiev può ricordare in alcuni tratti quello di Andrej Tarkovskij, amico del regista ed omaggiato con la presenza in questo film di Ich ruf' zu dir, Herr Jesu Christ di Johann Sebastian Bach, musica già presente in Solaris.

## Riconoscimenti
- Il film ha vinto il Premio della giuria ecumenica e il Premio Alfred Bauer al Festival di Berlino 1992. È stato candidato anche per l'Orso d'oro.